# Аполлонія Киренська

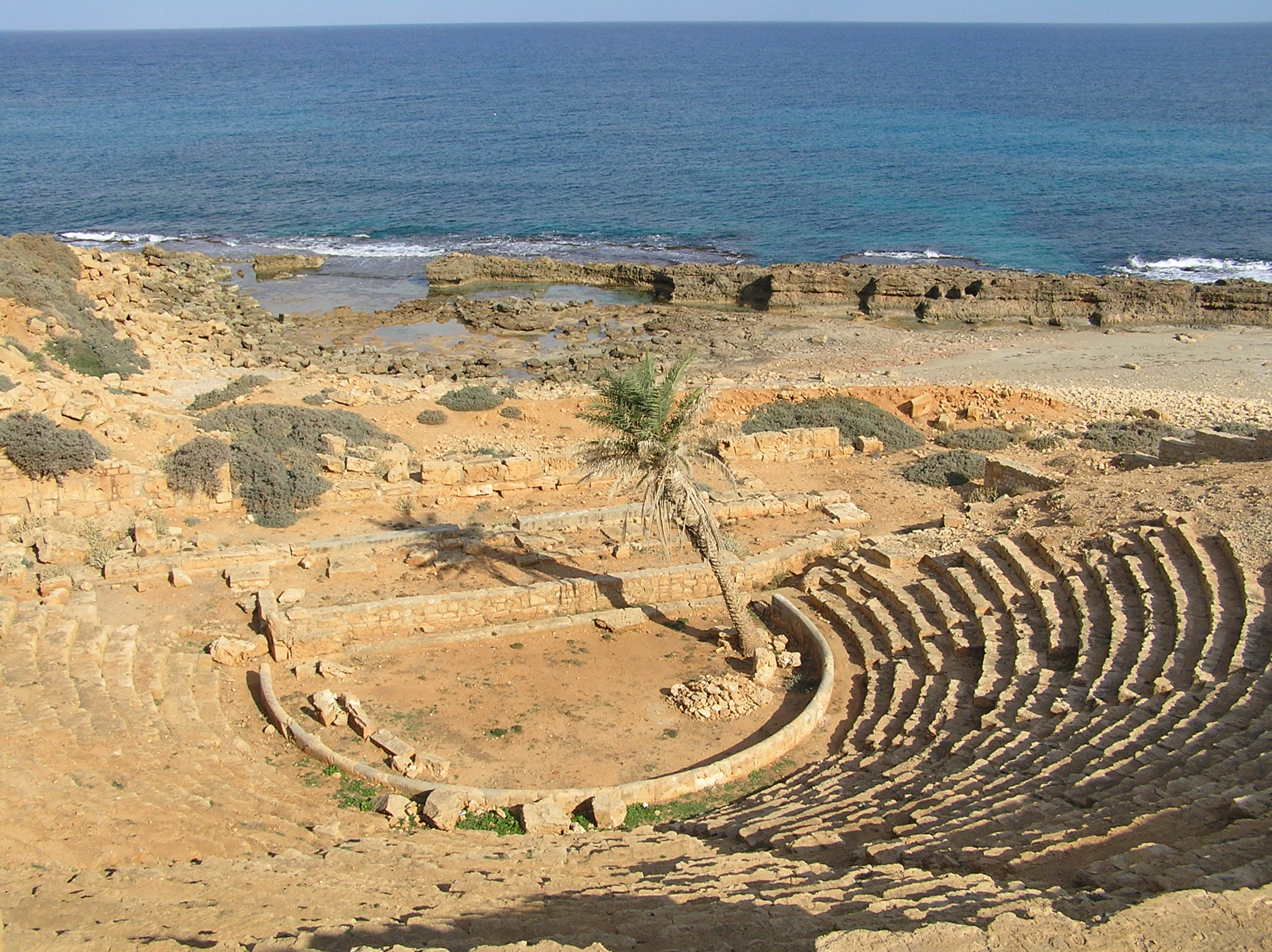
Театр Аполлонії

32°54′00″ пн. ш. 21°58′00″ сх. д. / 32.9° пн. ш. 21.9667° сх. д.
Аполлонія Киренська — грецька колонія, заснована в Північній Африці, в Киренаїці. Була одним з міст Пентаполісу (П'ятиграддя). Проіснувала до арабського завоювання в VII ст. н. е. На території Аполлонії розташоване сучасне місто Суса.

## Історичні і географічні відомості
Найпевніше, Аполлонія була заснована як одна з дочірніх колоній Кирени в період правління в ній династії Баттіадів. Письмових свідчень про час заснування міста до нас не дійшло. Найдавніший археологічний матеріал, знайдений при розкопках цього міста, датується VI ст. до н. е.
Як повідомляє Страбон, Аполлонія Киренська була гаванню Кирени. Вона розташовувалася за 80 стадій від самої Кирени (12 км на південний захід), за 170 стадій від мису Фікунт та за 1000 стадій від міста Береніки. За часів Страбона Аполлонія була квітучим торговим містом. Любкер у «Реальному словнику класичних старожитностей» називає Аполлонію батьківщиною Ератосфена. У римський час Аполлонія входила в провінцію Крит і Киренаїка. З VI століття н. е. входила в провінцію Верхня Лівія.

## Історія вивчення та основні визначні пам'ятки
Внаслідок землетрусів антична частина міста пішла під воду. Великої шкоди будівлям завдав також підводний землетрус 365 року. В 1958—1959 роках Н. Флеммінг, будучи студентом Кембриджу, організував кілька експедицій і склав карту підводної частини міста. К. Бельтрама склав фотографічний огляд ряду підводних будов.
Основні визначні пам'ятки — це театр за межами міських стін, розрахований на 27 рядів сидінь, палац візантійського намісника і руїни трьох візантійських церков. Крім того, місцевий музей містить велику кількість античних артефактів.